# Linnuse (Saaremaa)
Koordinaten: 58° 30′ N, 22° 33′ O
Linnuse ist ein Dorf (estnisch küla) auf der größten estnischen Insel Saaremaa. Es gehört zur Landgemeinde Saaremaa (bis 2017: Landgemeinde Leisi) im Kreis Saare.

## Einwohnerschaft und Lage
Das Dorf hat acht Einwohner (Stand 31. Dezember 2011). Es liegt 36 Kilometer nordöstlich der Inselhauptstadt Kuressaare. Nordwestlich des Ortskerns erstreckt sich das Moor Purtsa (Purtsa soo).

## Geschichte
Linnuse entstand als eigenständiges Dorf in den 1930er Jahren, als es vom benachbarten Purtsa abgetrennt wurde.